# وطبان ابراهیم الناصری
وطبان ابراهیم الناصری (عربی: وطبان إبراهيم الناصري؛ ۱۹۵۲ – ۱۳ اوت ۲۰۱۵) سیاست‌مدار اهل عراق بود، که در فاصله سالهای ۱۹۹۱ تا ۱۹۹۵ وزارت داخله عراق را برعهده داشت. وی برادرخوانده صدام حسین بود.